# 20 mm modèle F2
20 mm modèle F2 gun — французская автоматическая пушка, разработанная для ВМС Франции. Это производная от GIAT M693. Она использует снаряды 20×139-мм, происходящие от боеприпасов Hispano-Suiza HS.820.

## История
Необходимость в замене устаревающих 20-мм пушек «Эрликон» стала очевидной к 1980-м. Компаниям DCNS и GIAT было поручено разработать морской вариант автопушки M693 для использования ВС Франции и продажи на экспорт.

## Описание
Modèle F2 представляет собой одноствольное орудие с двумя коробками на 150 патронов с каждой стороны орудия. Электрическая система управления позволяет регулировать режимы огня: одиночные, очередь из 8 выстрелов и автоматический огонь. Под правой рукой оператора находится электронный спусковой крючок. Ручной переключатель позволяет стрелку во время использования изменять короб, из которого питается орудие. После каждого выстрела пустая гильза выбрасывается снизу.
Пушка поворачивается телом стрелка с помощью плечевых упоров. Прицеливание осуществляется через оптический прицел как у Bofors L60.

## Применение на флоте

##### ВМС Франции
- Авианосец Шарль де Голль
- УДК типа «Мистраль»
- Фрегаты типа «Горизонт»
- Фрегаты типа «Лафайет»
- Фрегаты типа «Флореаль»
- Корветы типа «Д’Эстьен д’Орв»
- Тральщики типа «Эридан»
- Патрульные корабли типа «P-400»
- Многоцелевой патрульный корабль «Дюмон Д’Юрвиль»
- Лёгкий десантный корабль «Жак Картье»
- Десантный корабль «Ла Грандьер»
- Десантная баржа «Рапьер»
- Десантная баржа «Алебард»
- Корабль измерительного комплекса «Монж»

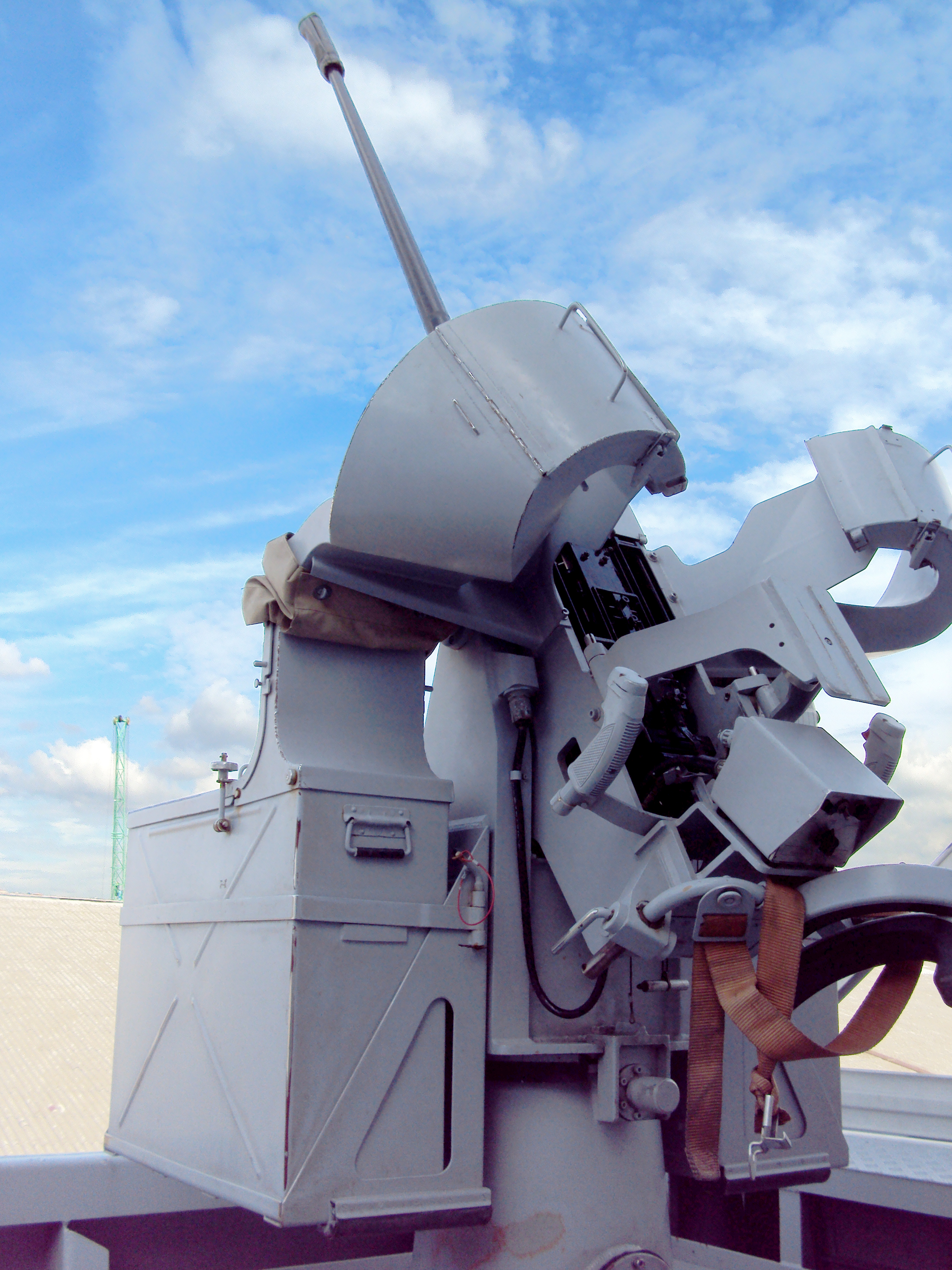
F2 на борту фрегата «Форбен»

##### Экспорт
- Морской компонент Бельгии: тральщики типа Alkmaar
- КВМС Нидерландов: тральщики типа Alkmaar
- ВМС Латвии: тральщики типа Tripartite
- ВМС Болгарии: тральщики типа Tripartite
- ВМС Индонезии: тральщики типа Tripartite
- ВМС Пакистана: тральщики типа Tripartite
- ВМС Саудовской Аравии: катера типа NAJA 12
- ВМС Малави: патрульный катер Kasungu

## Применение другими родами войск

### ВВС
- ВВС Франции: устанавливается на вертолёты Sa.330 Puma и Gazelle
- ВВС ЮАР: устанавливается в турель вертолёта AH-2 Rooivalk

### Сухопутные войска
- БТР VAB T.20/13